# IC 4498
IC 4498 — галактика типу S0 (спіральна галактика) у сузір'ї Волопас.
Цей об'єкт міститься в оригінальній редакції індексного каталогу.